# Temporada d'huracans de l'Atlàntic de 2018
La temporada d'huracans de l'Atlàntic al 2018 és una temporada d'huracans de l'Atlàntic amb 14 tempestes amb nom, de les quals 7 es van convertir en un huracà. L'inici de la temporada fou el mateix que els últims anys, començant bastant aviat amb la tempesta subtropical Alberto, però per a la resta va ser relativament tranquil·la. Amb l'arribada de l'huracà Florence, el primer gran huracà de la temporada i un dels més forts huracans en els darrers anys, això va canviar.

## Ciclons
- La tempesta Subtropical Alberto (tempesta)
- L'huracà Beryl (categoria 1)
- L'huracà Chris (categoria 2)
- La tempesta Tropical Debby (tempesta)
- La tempesta Tropical Ernesto (la tempesta)
- Gran huracà, Florence (categoria 4)
- La tempesta Tropical Gordon (tempesta)
- L'huracà Helene (categoria 2)
- L'huracà Isaac (categoria 1)
- La tempesta Tropical Joyce (tempesta)
- Depressió Tropical 11 (depressió)
- La tempesta Tropical Kirk (tempesta)
- L'huracà Leslie (categoria 1)
- Gran huracà Michael (categoria 4)
- La tempesta Tropical Nadine (tempesta)

## Noms
La llista de noms és la mateixa que la de la temporada d'huracans de l'Atlàntic de 2012, excepte per al nom Sara, que fou substituït en donar nom a l'Huracà Sandy.
| - Alberto - Beryl - Chris - Debby - Ernesto - Florence - Gordon | - Helene - Isaac - Joyce - Kirk - Leslie - Michael - Nadine | - Oscar - Patty - Rafael - Sara - Tony - Valerie - William |